# Томаш Дворжак
Томаш Дворжак (чеськ. Tomáš Dvořák; 11 травня 1972, Злін, ЧССР) — чеський легкоатлет-десятиборець. Учасник трьох Олімпійських ігор. Бронзовий призер літніх Олімпійських ігор 1996 року в десятиборстві. Чемпіон світу. Екс-рекордсмен світу і Європи в десятиборстві. Найкращий легкоатлет Європи 1999 року в Європі.

## Спортивна біографія
Першим успіхом у кар'єрі Томаша Дворжака стало срібло на юніорському чемпіонаті Європи 1991 року. У 1995 році посів 2-ге місце на чемпіонаті світу в приміщенні 1995 в Барселоні.
Того ж року чеський спортсмен дебютував на літніх Олімпійських іграх в Атланті. Крім десятиборства Дворжак взяв участь у змаганнях з бігу на 110 метрів з бар'єрами, але вибув уже у першому раунді. У своєму коронному виді Томаш Дворжак довгий час перебував за межами трійки, але перемога у метанні списа дозволила піднятися з 7 місця на 4, а високий результат, показаний у бігу на 1500 метрів, допоміг випередити на 20 очок американця Стіва Фрітца й стати бронзовим призером ігор.
1997 року Томаш Дворжак здобув свою першу перемогу на чемпіонаті світу. Звання чемпіона чеський спортсмен зміг утримати й на наступному чемпіонаті світу 1999 року в Севільї.
1999 року на Кубку Європи з легкоатлетичного багатоборства Томаш Дворжак встановив світовий рекорд у десятиборстві, набравши 8994 очки.
2000 року на Олімпійських іграх в Сіднеї Томаша Дворжака вважали явним фаворитом ігор. Але показати хороший результат у чеського спортсмена не вийшло. Набравши лише 8385 очок Дворжак посів 6 місце, поступившись ще й партнеру по команді Роману Шебрле.
Починаючи з 2000 року у Дворжака дуже часто стали виникати проблеми зі здоров'ям, через які Томашу доводилося пропускати багато міжнародних стартів. Однак це не завадило Дворжаку виграти свій третій поспіль чемпіонат світу 2001.
У 2004 році Томаш Дворжак взяв участь у своїх третіх Олімпійських іграх. Але вже після першого виду (біг на 100 метрів) знявся зі змагань.
2005 року Дворжак взяв участь у сьомому для себе чемпіонаті світу, що проходив у Гельсінках. З результатом 8068 очок посів 8 місце. Через рік Томаш Дворжак вирішив завершити спортивну кар'єру.
Станом на 2016 рік займається тренерською роботою.